# Estación Los Vilos
Los Vilos fue una estación del ferrocarril ubicada en la comuna homónima, en la región de Coquimbo de Chile. Fue parte del ramal entre estación Longotoma y esta estación, siendo posteriormente parte del trayecto costa del longitudinal norte.

## Historia
La zona de Los Vilos contaba con una estación de ferrocarriles desde 1898, siendo un ramal que conectaba a la localidad con Choapa y la estación homónima. La estación original, Estación Los Vilos-puerto, se encuentra en el puerto de Los Vilos.
Sin embargo, debido a la decisión de la construir el trayecto costero del Longitudinal Norte, que parte desde la estación Longotoma hasta Los Vilos, se construye una segunda estación en la zona, la estación Los Vilos ubicada en la zona interior de la localidad.
La estación es parte de la extensión del trayecto costero que fue inaugurado en agosto de 1943 y que conectó a las estaciones de Longotoma con esta estación. La extensión de este ramal por el norte hasta el ferrocarril ya existente hizo que se modificara el trazado ya presente, haciendo que esta línea que iba por la costa noreste de la localidad terminada siendo levantada y posteriormente su línea recorriera el borde suroeste de la previa estación Los Vilos-puerto, dando una vuelta en U y conectándose con la red principal por la parte sur de la estación Los Vilos.
Esta estación funcionó con normalidad hasta mediados de la década de 1970, siendo suprimida mediante decreto del 6 de noviembre de 1978.
Actualmente la estación se halla cerrada, el edificio principal es parte de la Escuela Especial Diversia, queda en pie un caballete de agua y el subramal que daba hacia la estación Los Vilos-puerto ha sido completamente levantada.